# Тахир Хани
Тахир Хани (на албански: Tahir Hani) е политик от Северна Македония от албански произход.  

## Биография
Роден е на 15 декември 1961 година в стружкото село Велеща. Учи в Прищинския университет, където активно участва в албанските студентски съпротивителни  движения. Арестуван е и лежи в югославските затвори.
Впоследствие завършва Правния факултет на Държавния университет в Тетово.
Присъединява се към ДСИ и от 2001 до 2005 година е кмет на Велеща. В периода 2006-2011 година е депутат в Събранието на Република Македония. Между 2011 и 2013 е заместник-министър на транспорта и съобщенията.
От 8 февруари 2013 година до 19 юни 2014 година е  министър на местното самоуправление в третото правителство на Никола Груевски.